# 2MASS J09310955+0327331
2MASS J09310955+0327331 ist ein Brauner Zwerg im Sternbild Wasserschlange. Er wurde 2004 von Gillian R. Knapp et al. entdeckt und gehört der Spektralklasse L7,5 an.